# Stephan Kornmesser
Stephan Kornmesser ist ein deutscher Philosoph.

## Leben
Stephan Kornmesser studierte von 1999 bis 2006 Philosophie und Germanistik an der Carl von Ossietzky Universität Oldenburg und von 2002 bis 2004 Philosophie, Germanistik sowie Logik und Wissenschaftstheorie an der Ludwig-Maximilians-Universität München. Nach Abschluss des Studiums mit einer Magisterarbeit über Die strukturalistische Lösung des Problems der theoretischen Begriffe an der Universität Oldenburg schloss sich von 2008 bis 2009 ein Lehramtsstudium der Fächer Philosophie und Deutsch an der Gottfried Wilhelm Leibniz Universität Hannover an, das er mit der ersten Staatsprüfung für das Lehramt an Gymnasien beendete. Das Promotionsstudium von 2006 bis 2011 an der Universität Hannover schloss er mit der Dissertation Von der logischen Analyse der Sprache zur rationalen Rekonstruktion von Theorien ab. Von 2013 bis 2018 folge ein Studium der Physik an der Universität Oldenburg.
Von 2014 bis 2015 war Kornmesser als Postdoktorand am Lehrstuhl für Theoretische Philosophie der Heinrich-Heine-Universität Düsseldorf bei Gerhard Schurz tätig. Seit 2007 ist er Wissenschaftlicher Mitarbeiter in der Abteilung Sprachwissenschaft am Deutschen Seminar der Universität Hannover sowie seit 2010 am Lehrstuhl für Theoretische Philosophie am Institut für Philosophie der Universität Oldenburg bei Mark Siebel.

## Forschungsschwerpunkte
Zu den Forschungsschwerpunkte von Stephan Kornmesser gehören unter anderem Sprachphilosophie sowie Wissenschaftsphilosophie und Wissenschaftsgeschichte, insbesondere der Logische Empirismus und der wissenschaftstheoretische Strukturalismus sowie die Koexistenz rivalisierender Paradigmen.

## Publikationen (Auswahl)

### Monografien
- Stephan Kornmesser und Wilhelm Büttemeyer: Wissenschaftstheorie. Eine Einführung. J.B. Metzler, Stuttgart 2020, ISBN 978-3-476-04742-7.
- Stephan Kornmesser: Von der logischen Analyse der Sprache zur rationalen Rekonstruktion von Theorien (= Philosophie im Kontext. Nr. 16). Lit-Verlag, Berlin 2012, ISBN 978-3-643-11125-8 (200 S.).

### Herausgaben
- Alexander Max Bauer und Stephan Kornmesser (Hrsg.): The Compact Compendium of Experimental Philosophy. De Gruyter, Berlin und Boston 2023, ISBN 978-3-11-071690-0, S. 426, doi:10.1515/9783110716931 (englisch).
- Janina Behr, François Conrad, Stephan Kornmesser und Kirstin Tschernig (Hrsg.): Schnittstellen der Germanistik. Festschrift für Hans Bickes. Peter Lang, Frankfurt am Main 2020.
- Stephan Kornmesser und Gerhard Schurz (Hrsg.): Die multiparadigmatische Struktur der Wissenschaften. Springer VS, Wiesbaden 2014, ISBN 978-3-658-00671-6 (365 S.).

### Beiträge in Sammelbänden
- Stephan Kornmesser: The Multiparadigmatic Structure of Science and Generative Grammar. In: András Kertész, Edith Moravcsik und Csilla Rákosi (Hrsg.): Current Approaches to Syntax. A Comparative Handbook. Walter de Gruyter, Berlin und Boston 2019, ISBN 978-3-11-054025-3, S. 493–520 (englisch).
- Stephan Kornmesser: Rivalisierende Paradigmen in der Linguistik. Generative Grammatik und Konstruktionsgrammatik. In: Stephan Kornmesser und Gerhard Schurz (Hrsg.): Die multiparadigmatische Struktur der Wissenschaften. Springer VS, Wiesbaden 2014, ISBN 978-3-658-00671-6, S. 229–270.

### Artikel in Fachzeitschriften
- Stephan Kornmesser: Frames and Concepts in the Philosophy of Science. In: European Journal for Philosophy of Science. Band 8, 2018, ISSN 1879-4912, S. 225–251, doi:10.1007/s13194-017-0183-3 (englisch).
- Stephan Kornmesser: A Frame-Based Approach for Theoretical Concepts. In: Synthese. Band 193, Nr. 1, 2016, ISSN 0039-7857, S. 145–166, doi:10.1007/s11229-015-0750-0 (englisch).